# Sonequa Martin-Green
Sonequa Martin-Green (Russellville, Alabama; 21 de marzo de 1985) es una actriz estadounidense, más conocida por aparecer en las series The Good Wife como Courtney Wells, Once Upon a Time como Tamara, The Walking Dead como Sasha Williams y en la serie de Star Trek Star Trek: Discovery como Michael Burnham.

## Primeros años
Martin-Green se graduó de la Universidad de Alabama en 2007 con una licenciatura en Teatro.

## Carrera
Martin-Green ha tenido muchos papeles recurrentes en series de televisión como The Good Wife, NYC 22 y Once Upon a Time. Fue elegida para un papel recurrente en The Walking Dead como Sasha, la hermana de Tyreese (Chad Coleman). Pasó a ser un personaje principal de la temporada 4 junto con Emily Kinney y Chad Coleman.

### Star Trek
El 15 de diciembre de 2016, Martin-Green fue anunciada como la protagonista de la nueva serie de Star Trek, Star Trek: Discovery.

## Vida personal
Se casó con Kenric Green. La pareja tiene un hijo, Kenric Justin Green II, que nació en enero de 2015.

## Filmografía
| Año  | Título                  | Personaje       | Notas                                  |
| ---- | ----------------------- | --------------- | -------------------------------------- |
| 2005 | Not Quite Right         | Coco Delight    | Personaje secundario                   |
| 2007 | I-Can-D                 | VJ              | Personaje secundario                   |
| 2008 | Blind Thoughts          | Jenna Lopez     | Personaje secundario                   |
| 2009 | Toe to Toe              | Tosha           | Protagonista                           |
| 2009 | Rivers Wash Over Me     | Shawna King     | Personaje secundario                   |
| 2011 | Da Brick                | Rachel          |                                        |
| 2011 | Yelling to the Sky      | Jojo Parker     | Protagonista                           |
| 2014 | Shockwave Darkside      | Private Lang    | Personaje secundario                   |
| 2014 | On the Bridge           | Laura           | Cortometraje - Protagonista, escritora |
| 2019 | Holiday Rush            | Roxy Richardson | Protagonista                           |
| 2021 | Space Jam: A New Legacy | Kamiyah James   | Protagonista                           |

| Año       | Título                               | Personaje       | Notas                                           |
| --------- | ------------------------------------ | --------------- | ----------------------------------------------- |
| 2008      | Law & Order: Criminal Intent         | Kiana Richmond  | Legacy (Temporada 7, episodio 19)               |
| 2009      | Army Wives                           | Kanessa Jones   | 3 episodios                                     |
| 2009–2011 | The Good Wife                        | Courtney Wells  | 8 episodios                                     |
| 2011      | Gossip Girl                          | Joanna          | "The Jewel of Denial" (Temporada 5, episodio 3) |
| 2012      | NYC 22                               | Michelle Terry  | 5 episodios                                     |
| 2012–2018 | The Walking Dead                     | Sasha Williams  | 45 episodios                                    |
| 2013      | Once Upon a Time                     | Tamara          | 7 episodios                                     |
| 2016–2017 | New Girl                             | Rhonda          | 2 episodios                                     |
| 2016      | The Walking Dead: The Journey So Far | Sasha Williams  | Especial                                        |
| 2017      | Penn Zero: Part-Time Hero            | Maria           | 3 episodios                                     |
| 2017–2024 | Star Trek: Discovery                 | Michael Burnham | 65 episodios                                    |
| 2021      | Invencible                           | Green Ghost     | "It’s About Time" (Temporada 1; episodio 1)     |

### Videojuegos
| Año  | Título                    | Rol             | Notas                          |
| ---- | ------------------------- | --------------- | ------------------------------ |
| 2020 | Star Trek Online          | Michael Burnham | Episodio "Measure of Morality" |
| 2020 | Fast & Furious Crossroads | TBA             |                                |